# Katsukawa Shunsen
Katsukawa Shunsen est un nom japonais traditionnel ; le nom de famille (ou le nom d'école), Katsukawa, précède donc le prénom (ou le nom d'artiste).
Katsukawa Shunsen (勝川 春扇), aussi connu sous le nom « Shunkō II », est un illustrateur de livres et peintre d'estampe sur bois de style ukiyo-e. Né en 1762, il dessine des estampes de 1805 à 1821 environ. Il étudie d'abord avec Tsutsumi Tōrin III de l'école Rimpa. En 1806 ou 1807, Shunsen devient élève auprès de Katsukawa Shun'ei et change son nom de « Kojimachi Shunsen » pour celui de « Katsukawa Shunsen ». Il succède à Katsukawa Shunkō I en 1820, devenant « Katsukawa Shunkō II ». À la fin des années 1820, il cesse de produire des estampes sur bois et se consacre à la peinture sur céramique. Il meurt vers 1830.

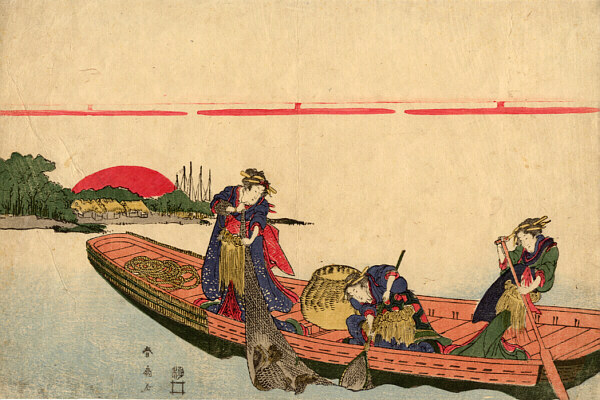
Pêche à la carpe; estampe sur bois sans titre.

Shunsen est surtout connu pour ses scènes de genre, ses paysages et ses estampes de belles femmes.